# Relax in the City // Pick Me Up
Relax in the City // Pick Me Up is een single van de Japanse groep Perfume uitgebracht op 26 april 2015. Het is de derde single van hun vijfde studioalbum Cosmic Explorer. Als individuele nummers werd Pick Me Up op 6 mei 2015 uitgebracht en Relax In The City op 8 april 2015.

## Muziekvideo's
Aangezien het een dubbel a-side album is werden er voor beide nummers een muziekvideo gemaakt. De video voor Pick Me Up werd uitgebracht op 31 maart 2015 en had een cameo van de Amerikaanse groep Ok Go. De video voor Relax In The City werd kort daarna uitgebracht. Op 13 april 2015 werd een korte versie uitgebracht en op 12 mei 2015 werd de volledige versie uitgebracht.

## Nummers
| Nr. | Titel                                       | Duur |
| --- | ------------------------------------------- | ---- |
| 1.  | Relax In The City                           |      |
| 2.  | Pick Me Up                                  |      |
| 3.  | 透明人間 ("Toumei Ningen")(Invisible Human) |      |

| Nr. | Titel                                      | Duur |
| --- | ------------------------------------------ | ---- |
| 1.  | Relax In The City                          |      |
| 2.  | Pick Me Up                                 |      |
| 3.  | 透明人間 ("Toumei Ningen")(Invisible Human |      |
| 4.  | Relax In The City -Original Instrumental-  |      |
| 5.  | Pick Me Up -Original Instrumental-         |      |
| 6.  | 透明人間 -Original Instrumental-)          |      |

| Nr. | Titel                          | Duur |
| --- | ------------------------------ | ---- |
| 1.  | Relax In The City -Video Clip- |      |
| 2.  | Relax In The City -Teaser-     |      |
| 3.  | Pick Me Up -Video Clip-        |      |